# Nicomedes IV của Bithynia
Nicomedes IV Philopator, là vua của Bithynia, từ khoảng năm 94 trước Công nguyên đến năm 74 trước Công nguyên. Ông là con trai cả và người kế vị của vua Nicomedes III của Bithynia và Nysa  và ông cũng có một người em gái được gọi là Nysa.
Không có gì được biết đến về sự ra đời Nicomedes IV hoặc năm trước khi ông trở thành vua. Tuy nhiên, triều đại của ông bắt đầu từ khi cha mông qua đời. Những năm đầu tiên của triều đại ông đã tương đối hòa bình, nhưng ngay khi vua Mithridates VI của Pontus (người chú ngoại vĩ đại của Nicomedes IV), một trong những kẻ thù lớn nhất trong nước Cộng hòa Rome thời kì cuối, bắt đầu quấy rối biên giới Bithynia.
Em trai Nicomedes IV, Socrates Chrestus, được sự hỗ trợ của Mithridates VI, đã đánh bại quân đội Nicomedes IV năm 90 trước Công nguyên, và Nicomedes IV đã buộc phải chạy sang Ý. Ông đã được khôi phục lại ngai vàng của mình do ảnh hưởng của Rome trong khu vực  Tuy nhiên, Viện nguyên lão La Mã khuyến khích Nicomedes IV đột kích vào lãnh thổ của Mithridates VI, và Mithridates VI một lần nữa lật đổ ông năm 88 trước Công nguyên. Nicomedes IV chạy trốn một lần nữa đến Rome.
Phía Đông được nhìn nhận bởi những người La Mã là một tỉnh cung cấp dồi dào nguồn vàng và bạc. Vì vậy, hai vị tướng La Mã hùng mạnh, Gaius Marius và chấp chính quan Lucius Cornelius Sulla nhằm vào quyền chỉ huy trong khu vực. Sulla đã chiến đấu với Mithridates  VI nhiều lần trong ba năm tới, và cuối cùng vào năm 85 trước Công nguyên, Mithridates VI buộc phải cầu hòa, và được phép giữ lại vương quyền của mình ở Pontus sau khi nộp một khoản chiến phí nặng nề.
Nicomedes IV đã được khôi phục lại ngai vàng của Bithynia năm 84 trước Công nguyên. Những năm sau đó đã tương đối yên bình, mặc dù Bithynia càng ngày càng nằm dưới sự kiểm soát ngày càng tăng của Rome. Trong năm 80 trước Công nguyên, Gaius Julius Caesar là một đại sứ tại triều đình Nicomedes IV. Caesar đã được phái để xây dựng một hạm đội bằng cách sử dụng các nguồn tài nguyên của Bithynia, nhưng ông đã lưu lại lâu dài với nhà vua khiến cho có một tin đồn về mối quan hệ đồng tính luyến ái nổi lên, dẫn đến tiêu đề chê bai, " nữ hoàng của Bithynia", một cáo buộc mà những kẻ thù chính trị của Ceasar sử dụng nhiều sau này trong cuộc ông.
Một trong các hành động cuối cùng của ông khi làm vua của Bithynia, vào năm 74 trước Công nguyên, Nicomedes IV để lại toàn bộ vương quốc Bithynia cho Rome. Viện nguyên lão La Mã một cách nhanh chóng thông qua nó là một tỉnh mới. Tuy nhiên, kẻ thù cũ của Rome, Mithridates VI đã có kế hoạch khác cho Bithynia, và cái chết của Nicomedes IV và vấn đề thừa kế đã dẫn trực tiếp đến chiến tranh Mithridates lần thứ ba.